# Fornengelsk grammatik
Huvudartikel: Fornengelska
Den här artikeln beskriver grammatiken i fornengelska.

## Alfabet
| Bokstav | Namn  | Uttal |
| ------- | ----- | ----- |
| Ææ      |       |       |
| Ðð      | Eth   | dh    |
| Þþ      | Thorn | th    |

### Uttal
Nedan ges delvis en ungefärlig beskrivning av vilka ljudvärden bokstäverna kunde motsvara i modern engelska, och delvis fornengelska exempel.

#### Vokaler
| Bokstav | Uttal     | Anteckning |
| ------- | --------- | ---------- |
| a       | father    |            |
| æ       | cat, back |            |
| e       | helpan    | hjälpa     |
| i       | feet      |            |
| o       | God       |            |
| u       | tool      |            |
| y       | Cyning    | konung     |
| ie      | sit       |            |

#### Diftonger
| Diftong | Uttal |
| ------- | ----- |
| eo      |       |
| ea      |       |

#### Konsonanter
| Konsonant | Uttal | Kommentar        |
| --------- | ----- | ---------------- |
| ð         | this  | tonande läspljud |
| þ         | thing | tonlöst läspljud |

## Substantiv

### Genus
- Maskulinum

- Neutrum

- Femininum

## Pronomen

### Personliga pronomen
| Nominativ | Nominativ | Ackusativ | Ackusativ | Dativ | Dativ    | Genitiv | Genitiv |
| Iċ        | jag       | mē, mec   | mig       | mē    | mig      | mīn     | min     |
| þū        | du        | þē        | dig       | þē    | dig      | þīn     | din     |
| hē        | han       | hine      | honom     | him   | honom    | his     | hans    |
| hēo       | hon       | hīe       | henne     | hire  | henne    | hire    | hennes  |
| hit       | den, det  | hit       | den, det  | him   | den, det | his     | dess    |
| wē        | vi        | ūs        | oss       | ūs    | oss      | ūre     | vår     |
| ġē        | ni        | ēow       | er        | ēow   | er       | ēower   | er      |
| hīe       | de        | hīe       | dem       | him   | dem      | hira    | deras   |

## Verb
Huvudartikel: Fornengelska verb

### Oregelbundna verb

#### Bēon
| Infinitiv      | bēon, wesan     | bēon, wesan     | bēon, wesan | bēon, wesan |
| -------------- | --------------- | --------------- | ----------- | ----------- |
|                | att vara        |                 |             |             |
| Pres. Ind.     | iċ eom          | iċ bēo          | Imp. Ind.   | iċ wæs      |
|                | þū eart         | þū bist         |             | þū wǣre     |
|                | hē is           | hēo bið         |             | hit wæs     |
|                | hīe sind, sidon | wē bēoð         |             | ġē wǣron    |
| Presens. Konj. | hē sīe          | þū bēo          | Imp. Konj.  | iċ wǣre     |
|                | wē sīen         | ġē bēon         |             | hīe wǣren   |
| Imperativ      | bēo, wes        | bēo, wes        |             |             |
|                | bēoð, wesað     |                 |             |             |
| Participer     | bēonde, wesende | bēonde, wesende |             |             |
|                | gebēon          |                 |             |             |

#### Dōn, gān, willan
| Infinitiv   | dōn         |
| ----------- | ----------- |
|             | att göra    |
| Pres. Ind.  | iċ dō       |
|             | þū dēst     |
|             | hēo dēð     |
|             | wē dōð      |
| Imp. Ind.   | iċ dyde     |
|             | þū dydest   |
|             | wē dydon    |
| Pres. Konj. | iċ dō       |
| Imp. Konj.  | iċ dyde     |
| Participer  | dōnde ġedōn |

| Infinitiv   | gān       |
| ----------- | --------- |
|             | att gå    |
| Pres. Ind   | iċ gā     |
|             | þū gāst   |
|             | hit gāð   |
|             | ġē gāð    |
| Imp. Ind.   | hit ēode  |
|             | þū ēodest |
|             | ġē ēodon  |
| Pres. Konj. | hēo gā    |
| Imp. Konj.  | hēo ēode  |
| Participer  | --- ġegān |

| Infinitiv   | willan       |
| ----------- | ------------ |
|             | att vilja    |
| Pres. Ind   | iċ wille     |
|             | þū wilt      |
|             | hē wile      |
|             | hīe willað   |
| Imp. Ind.   | hēo wolde    |
|             | þū woldest   |
|             | hīe woldon   |
| Pres. Konj. | þū wille     |
| Imp. Konj.  | þū wolde     |
| Participer  | willende --- |

## Adverb
| Infinitive         | Infinitive         | Infinitive         | gān                 | gān                 | gān                 | gān                 | gān                 |
| Present Participle | Present Participle | Present Participle | gangende            | gangende            | gangende            | gangende            | gangende            |
| Past Participle    | Past Participle    | Past Participle    | (ġe)gān, (ġe)gāngen | (ġe)gān, (ġe)gāngen | (ġe)gān, (ġe)gāngen | (ġe)gān, (ġe)gāngen | (ġe)gān, (ġe)gāngen |
| Person             | Person             | Singular           | Singular            | Singular            | Plural              | Plural              | Plural              |
| Person             | Person             | First              | Second              | Third               | Plural              | Plural              | Plural              |
| Indicative         |                    | ic                 | þū                  | hē/sēo/hit          | wē                  | gē                  | hī                  |
| Indicative         | Present            | gā                 | gǣst                | gǣþ                 | gāþ                 | gāþ                 | gāþ                 |
| Indicative         | Preterite          | ēode               | ēodest              | ēode                | ēodon               | ēodon               | ēodon               |
| Subjunctive        |                    | Singular           | Singular            | Singular            | Plural              | Plural              | Plural              |
| Subjunctive        | Present            | gā                 | gā                  | gā                  | gān                 | gān                 | gān                 |
| Subjunctive        | Preterite          | ēode               | ēode                | ēode                | ēoden               | ēoden               | ēoden               |
| Imperative         |                    | Singular           | Singular            | Singular            | Plural              | Plural              | Plural              |
| Imperative         | Present            | gā                 | gā                  | gā                  | gāþ                 | gāþ                 | gāþ                 |